# Army–Navy Game
Army–Navy Game är en match i amerikansk fotboll som historiskt sett spelats lördagen efter Thanksgivinghelgen, men senare flyttades till andra lördagen i december. Då möts lag från United States Military Academy och United States Naval Academy, som representerar USA:s armé och USA:s flotta. Första matchen lagen emellan spelades 1890.

### Fotnoter
1. ↑  Joe Ruzicka (15 september 2015). ”The Brutal History Of The Army–Navy Football Game” (på engelska). Task and Purpose. Arkiverad från originalet den 4 mars 2016. https://web.archive.org/web/20160304232807/http://taskandpurpose.com/the-brutal-history-of-the-army-navy-football-game/. Läst 9 november 2015.